# Tyga
Tyga, nom de scène de Michael Ray Nguyen-Stevenson, né le 19 novembre 1989 à Gardena, en Californie, est un rappeur américain. Il est signé sous les labels Young Money Entertainment, Cash Money Records et Universal Motown Records. 
Il se fait connaître du grand public avec son premier single Coconut Juice, en duo avec son cousin Travie McCoy. Après avoir rejoint Young Money Entertainment, il sort son premier album sous un grand label, Careless World: Rise of the Last King, dont sont issus les tubes Faded, Far Away et Make It Nasty. En 2013, il sort un album intitulé Hotel California. Ses derniers albums sortent en 2015 : Fan of a Fan: The Album, entièrement enregistré avec Chris Brown et contenant les singles Ayo et Bitches and Marajuana ; et The Gold Album: 18th Dynasty un peu plus tard dans l'année

## Biographie

### Enfance
D'origine jamaïcaine et vietnamienne, Tyga grandit à Gardena en Californie en écoutant, entre autres, Fabolous, Lil Wayne, Cam'ron et Eminem. Il commence à faire du rap quand il rencontre son cousin Travie McCoy dans un magasin de chaussures et lui offre une mixtape de sa composition,. 
Tyga a longtemps déclaré venir de la rue et avoir passé son enfance à Compton mais il est en fait un fils de famille aisée, et a grandi dans une banlieue riche de Los Angeles. Son nom de scène, Tyga, est un acronyme de Thank You God Always)

### Carrière

#### No Introductionet mixtapes (2008–2010)
No Introduction est le premier album indépendant de Tyga. Il sort le 10 juin 2008 sur le label Decaydance Records. L'une des chansons de cet album, Diamond Life, a été utilisée dans les jeux vidéo Need for Speed: Undercover et Madden NFL 09, ainsi que dans le film Fighting (2009). 
Tyga sort aussi de nombreuses mixtapes. La première, Young on Probation (2007), lui permet d'attirer suffisamment l'attention pour signer un contrat d'enregistrement avec le label Young Money Entertainment. Il réalise Fan of a Fan avec Chris Brown, ainsi qu'avec les producteurs DJ Ill Will et DJ Rockstar. Cette mixtape bénéficie également de la participation de plusieurs artistes tels que Bow Wow, Lil Wayne et Kevin McCall. Quatre des titres (Holla at Me, G Shit, No Bullshit et Deuces) sont aussi accompagnés d'un clip. La chanson Deuces sort en tant que premier single de la mixtape et atteint la 14e place du Billboard Hot 100 le 26 octobre 2010, ainsi que la 1re place du Hot R&B/Hip-Hop Songs. Le titre est également nommé dans la catégorie « Meilleure collaboration rap/chant » lors de la 53e cérémonie des Grammy Awards. La chanson apparaît également sur l'album de Chris Brown, F.A.M.E..

#### Careless World: The Rise of the Last King(2011–2012)
Careless World: Rise of the Last King est le second album studio de Tyga. Il est publié le 21 février 2012 sur les labels Young Money Entertainment, Cash Money Records et Universal Republic Records. Tyga réalise une nouvelle mixtape, #BitchImTheShit, en préparation de l'album.
Le premier single officiel, Far Away, est publié le 17 mai 2011 et atteint la 86e place au Billboard Hot 100. Le second single, Still Got It, sort le 4 octobre 2011, et le troisième, Rack City, le 6 décembre 2011. Ce titre était auparavant présent sur la mixtape Well Done 2 et fut ajouté à l'album à la suite de son succès commercial. Il débute à la 91e place dans le Billboard Hot 100, mais atteint ensuite la 8e place. Le quatrième single issu de l'album est Faded, qui est publié le 13 janvier 2012 et atteint la 33e place au Billboard Hot 100. Tyga y est en duo avec Lil Wayne. Le sixième single, Do My Dance, en collaboration avec 2 Chainz, sort le 2 octobre, et atteint la 79e place au Billboard Hot 100. 
La même année, Tyga réalise aussi un film pornographique appelée Rack City: The XXX Movie, mettant en scène les actrices Jada Fire et Skin Diamond. Il en signe la bande originale, qui comprend les titres Rack City et Faded, ainsi que plusieurs chansons originales. Il apparaît également dans le film, mais dans un rôle n'impliquant pas de scène de sexe.

#### Hotel California(2012–2013)
Le troisième album studio de Tyga, Hotel California, est publié le 9 avril 2013. Le premier single, Dope, est publié le 25 décembre 2012. Tyga y est en duo avec Rick Ross. Avant la sortie de ce single, Tyga réalise une mixtape de neufs titres intitulée 187, qui est publiée le 30 novembre 2012. Elle est composée de remixes de chansons telles que I'm Different de 2 Chainz, Young and Gettin' It de Meek Mill et Clique de GOOD Music. En 2013, Tyga publie un duo avec Justin Bieber, Wait for a Minute. Quelques semaines après, le clip issu de la chanson sort.

#### The Gold Album: 18th Dynastyet signature à GOOD Music (depuis 2014)
En février 2015, Tyga sort un album collaboratif avec Chris Brown intitulé Fan of a Fan: The Album.
Le premier single est Ayo, publié fin 2014 et le deuxième single est Bitches and Marijuana en featuring avec Schoolboy Q. L'album est bien accueil de la part des critiques et un assez bon succès commercial[réf. nécessaire].
En juin 2015, Tyga met en ligne sur Spotify son 4e album intitulé The Gold Album : 18th Dynasty, il le met en vente quelques jours plus tard. Malheureusement, les ventes furent catastrophiques (moins de 3 000 exemplaires vendus) surtout à cause de la mise en ligne sur Spotify quelques jours auparavant. Il fait participer Lil Wayne, Lil Boosie et la nouvelle signature du label de Tyga, un rappeur du nom de A.E. venant d'Oakland.
En septembre 2016, Tyga signe sur le label GOOD Music de Kanye West,,.
Legendary (2019)
Legendary est sûrement l'album le plus connu, nottament grâce au titre Taste, qui cumule actuellement plus de 2 Milliards de vues sur Youtube Music. Il contient aussi deux titres relativement connus, Too Many et Lightskin Lil Wayne.

### Vie privée
Tyga est un ami très proche du chanteur Chris Brown avec lequel il a collaboré à l'œuvre des mixtapes Fan Of A Fan. Il est également le cousin du chanteur Travis McCoy, leader du groupe Gym Class Heroes.

#### Romances et affaires de mœurs sexuelles
Entre 2008 et 2009, Tyga fréquente le model Chanel Iman. En 2010, Tyga épouse le model Jordan Craig mais le couple divorce au cours du mois de juillet 2011.
En novembre 2011, Tyga commence à fréquenter le mannequin et ancienne strip-teaseuse, Blac Chyna,. En juillet 2012, la presse révèle que Blac Chyna est enceinte de leur premier enfant. Leur fils, prénommé King Cairo Stevenson, est né le 16 octobre 2012. En décembre 2012, le couple annonce leurs fiançailles. Cependant, ils se sont séparés en août 2014.
En mars 2015, Tyga est officiellement en couple avec Kylie Jenner. Cependant, leur relation aurait débuté en 2014 et n'aurait été officialisée qu'à la majorité de l'adolescente.
Le 8 juillet 2015, un blogueur affirme avoir reçu des e-mails anonymes révélant une infidélité du rappeur et publie sur Twitter des captures d'écran de textos ainsi que des photos sexuelles supposément échangées entre Tyga et l'actrice pornographique Mia Isabella . Selon ce blogueur, Tyga aurait entretenu une relation de trois ans avec Mia sans que Kylie Jenner ne soit au courant. À la suite de la polémique, Tyga reconnait l'authenticité des photos, mais déclare par le biais de son avocat que cette histoire est due à une machination d'une ex-amante jalousée, avec qui il avait échangé des photos, afin de le couvrir de honte. Mia Isabella a démenti les déclarations de Tyga en postant à son tour, des textos supposés avoir été échangés avec lui. Mia Isabella poste un commentaire, dans lequel elle dit assumer son histoire avec le rappeur, malgré des tentatives d'intimidation et de pot-de-vin provenant de l'entourage du rappeur. L'actrice de charme postera ses preuves de sa relation avec le rappeur sur les réseaux sociaux dont une bague en diamant similaire à un modèle qu'ornait Kylie Jenner. La même année, la sulfureuse vixen et escorte-girl Jenna Shea affirme avoir eu une relation sexuelle avec Tyga au cours d'une interview.
En janvier 2016, alors en rupture avec Kylie, Tyga s'affiche complice avec sa nouvelle conquête Val Mercado. Le 12 mai 2016, Kylie et Tyga se séparent de nouveau. Il fréquente ensuite le mannequin de charme Demi Rose. Tyga renoue avec Kylie avant de rompre définitivement en avril 2017. Il fréquente le mannequin Angelika Babekov. Au cours de la même année, le mannequin brésilien Annalu Cardoso se révèle en affirmant avoir eu une relation intime avec le rappeur durant sa relation avec Kylie Jenner entre 2013 et 2014. En avril 2017, il est aperçu fusionnel avec le model Jordan Ozuna. Au cours du mois de septembre 2017, Tyga se met en couple avec un sosie de Kim Kardashian, le modèle Kamilla Osman.
En 2018, le modèle Brittany Renner révèle avoir eu une aventure avec Tyga.
Courant 2019, il est en couple avec la playmate Carla Howe. En juin 2019, Tyga est photographié prenant du bon temps en compagnie de la mannequine Cindy Kimberly aux alentours de Beverly Hills.
Fin 2019, il fréquente la chanteuse Tammy Hembrow dans le cadre de leur collaboration artistique. Cette dernière clamera que le contenu lyrical du morceau "wet wipes" se réfère à leur relation. En octobre 2019, il fréquente le modèle Emily Caro. 
En 2020, Tyga se lance dans la création de contenu pour adultes via l'ouverture d'un compte Onlyfans. Durant la même période, il est surpris en compagnie des modèles de charme Jade Teen, Katya Henry, Juanita Belle, Mia Francis et d'Amanda Trivizas, dont des sextapes de leur ébats avec Tyga finiront par être dévoilées par le biais du compte Onlyfans du rappeur,.
En 2021, Tyga fréquente le mannequin Camaryn Swanson. Le couple rompt du fait des violences infligées par Tyga.
En février 2023, Tyga est surpris par les paparazzis, câlinant la chanteuse Avril Lavigne à la sortie d'un restaurant. Leur relation est officialisée au cours du mois de mars. En juin 2023, il est annoncé par les médias, notamment TMZ, que le rappeur ne forme plus un couple avec Lavigne, après quatre mois de romance,,.
Il est officiellement en couple avec l'actrice Madelaine Petsch depuis avril 2025 qu'il a rencontré en novembre 2024 à l'occasion de son 35eme anniversaire.

## Affaires Judiciaires

### Accusation de fraude et d'atteinte à la vie privée
En 2012, Tyga a été poursuivi en justice par deux femmes apparues dans le clip de la chanson « Make It Nasty » pour 10 millions de dollars chacune ; ils ont affirmé qu'il avait montré leurs tétons sans leur consentement. On leur a assuré que cela serait supprimé et que la version non éditée ne serait pas publiée, mais Tyga a procédé à la publication d'une version entièrement non éditée. 
Le 21 septembre 2013, une autre femme de la vidéo a poursuivi Tyga pour agression sexuelle, fraude, atteinte à la vie privée et souffrance émotionnelle. Elle affirme, comme les deux autres femmes qui ont porté plainte contre lui, qu'elle était convaincue de danser seins nus et avait assuré que ses seins seraient supprimés.

### Bagarre dans un club
Le 24 février 2019, Tyga est convié au club "The Sunset Room" pour la fête d'anniversaire du boxeur Floyd Mayweather Jr qui fête ses 42 ans. Durant la soirée, Tyga va être impliqué dans une bagarre. Il va rapidement être exclu de la soirée par la sécurité. Mais Tyga va alors tenter de prendre l'arme à feu de son garde du corps. Heureusement celui-ci arrive à le raisonner.

### Violences conjugales
Le 12 octobre 2021, Tyga se rend à la police de Los Angeles après avoir été dénoncé de faits de violences conjugales par sa petite-amie Camaryn Swanson. La jeune femme dévoilera son visage tuméfié via son compte Instagram en commentant qu'elle avait « été victime d’abus mentaux et physiques et je ne le cache pas »,. Tyga est libéré après avoir déposé une caution de 50 000 dollars.

## Discographie

### Albums studio
- 2008 : No Introduction
- 2012 : Careless World: Rise of the Last King
- 2013 : Hotel California
- 2015 : The Gold Album: 18th Dynasty (en)[59],[60]
- 2017 : #BitchImTheShit2
- 2018 : Kyoto (en)
- 2019 : Legendary
- 2025 : NSFW

### Albums collaboratifs
- 2009 : We Are Young Money (avec Young Money)
- 2014 : Rise of An Empire (avec Young Money)
- 2015 : Fan of a Fan: The Album (avec Chris Brown)
- 2023 : Hit Me When U Leave the Klub: The Playlist (avec YG)

### Mixtapes
- 2007 : Young On Probation
- 2008 : No Introduction The Series: April 10
- 2008 : No Introduction The Series: May 10
- 2008 : Slaughter House
- 2009 : The Free Album
- 2009 : Outraged & Underage
- 2009 : The Potential
- 2009 : Black Thoughts
- 2010 : Fan of a Fan (avec Chris Brown)
- 2010 : Well Done
- 2011 : Black Thoughts Vol. 2
- 2011 : Well Done 2 (Finish Him)
- 2011 : #BitchImTheShit
- 2012 : Well Done 3
- 2012 : 187
- 2013 : Well Done 4
- 2015 : Fuk Wat They Talkin Bout
- 2016 : Rawwest Nigga Alive
- 2017 : Bugatti Raww
- 2020 : Well Done Fever

### Singles
- 2008 : Coconut Juice (No Introduction)
- 2009 : I'm So Raw (Fan of a Fan)
- 2010 : Holla @ Me (Fan of a Fan) (Bonus) (Note: le @ en anglais signifie « at » familièrement)
- 2010 : G Shit (Fan of a Fan) (Bonus)
- 2010 : I'm On It (Careless World: Rise of the Last King)
- 2010 : Hard in the Paint (Well Done)
- 2011 : Really Raw (featuring Pharrell Williams, Snoop Dogg & The Game – Produit par les Neptunes) (Careless World: Rise of the Last King)
- 2011 : Lap Dance (Black Thoughts 2)
- 2011 : Hypnotized (Black Thoughts 2)
- 2011 : Far Away (featuring Chris Richardson) (Careless World: Rise of the Last King)
- 2011 : T Raww (Well Done 2)
- 2011 : Snapback back (Well Done 2)
- 2011 : Rack City (Well Done 2)
- 2011 : Tyga Montana
- 2011 : Heisman (featuring Honey Cocaine) (#BitchImTheShit)
- 2011 : Still Got It (featuring Drake) (Careless World: Rise of the Last King)
- 2011 : Apollyon's Theme (Careless World: Rise of the Last King)
- 2011 : Make It Nasty (#BitchImTheShit)
- 2011 : Heisman Part.2 (featuring Honey Cocaine) (#BitchImTheShit)
- 2011 : The Motto (Remix) (featuring Drake & Lil Wayne) (#BitchImTheShit)
- 2011 : Rack City (Careless World: Rise of the Last King)
- 2012 : Faded (featuring Lil Wayne) (Careless World: Rise of the Last King)
- 2012 : Still Got It (featuring Drake) (Careless World: Rise of the Last King)
- 2013 : Dope (featuring Rick Ross) (Hotel California)
- 2013 : Molly (featuring Wiz Khalifa) (Hotel California)
- 2013 : Hijack (featuring 2Chainz) (Hotel California)
- 2013 : Don't Hate tha Playa (Hotel California)
- 2013 : Hit Em Up (featuring Jadakiss & 2Pac) (Hotel California)
- 2013 : Wait for a Minute (featuring Justin Bieber)
- 2014 : Young Kobe (Well Done 4)
- 2014 : Iz U Ddown (featuring Kid Ink)
- 2014 : Senile (featuring Young Money, Nicki Minaj & Lil Wayne)
- 2014 : Hookah (featuring Young Thug)
- 2014 : Real Deal
- 2014 : 40 Mill (Prod By.Kanye West)
- 2014 : Make It Work
- 2015 : Master Suite - Fuk Wat They Talkin Bout
- 2015 : Don't C Me Comin (ft. A.E) - Fuk Wat They Talkin Bout
- 2015 : Bu$$in Out Da Bag - Fuk Wat They Talkin Bout
- 2015 : Glitta - Fuk Wat They Talkin Bout
- 2015 : Stimulated - Fuk Wat They Talkin Bout
- 2015 : Rap $tar - Fuk Wat They Talkin Bout
- 2015 : Clarity - Fuk Wat They Talkin Bout
- 2015 : Scandal - Fuk Wat They Talkin Bout
- 2015 : Ice Cream Man - Fuk Wat They Talkin Bout
- 2015 : Dope'd Up - Rawwest Alive
- 2015 : Happy Birthday
- 2016 : I $mile, I Cry - Rawwest Alive
- 2016 : $ervin Dat Raww - Rawwest Alive
- 2016 : Cash Money
- 2016 : 1 of 1
- 2016 : Trap Pussy
- 2016 : Gucci Snakes (ft. Desiigner)
- 2018  : Drip
- 2018  : Swap Me
- 2018 : Taste (ft. Offset)
- 2018 : Swish
- 2018 : Dip (ft. Nicki Minaj)
- 2019 : Floss In The Bank
- 2019 : Girls Have Fun (ft. G-Eazy, Rich the Kid)
- 2019 : BOP (ft YG, Blueface)
- 2019 : Goddamn
- 2020 : Freak
- 2020 : Money Mouf (ft YG, Saweetie)
- 2020 : Fuego Del Calor, (Avec. Scott Storch, Ozuna)

### Singles collaboratifs
- 2009 : Bedrock (We Are Young Money)
- 2010 : Roger That (We Are Young Money)
- 2010 : Deuces (Fan of a Fan)
- 2010 : Loyalty (Priceless)
- 2011 : Green Goblin (Remix) (No Album)
- 2011 : BET Cypher #6
- 2024 :310babii avec Blueface, Tyga, OhGeesy & BlueBucksClan - soak city(sur l'album nights and weekends)

## Vidéographie

### Clips
| Année | Son                                                                         | Réalisateur          | Album                                  |
| ----- | --------------------------------------------------------------------------- | -------------------- | -------------------------------------- |
| 2008  | "Coconut Juice" (featuring Travis McCoy)                                    | Rage                 | No Introduction                        |
| 2008  | "AIM"                                                                       |                      | No Introduction                        |
| 2008  | "Tatted Like a Cholo"                                                       | Matt Alonzo          |                                        |
| 2009  | "Live Forever"                                                              | Colin Tilley         | Outraged & Underaged0                  |
| 2009  | La La La Boom                                                               | Nick Andrewes        | Outraged & Underaged0                  |
| 2009  | "Cali Love"                                                                 | Mickey Finnegan      | Outraged & Underaged0                  |
| 2009  | "My Glory"                                                                  | Colin Tilley         | The Potential                          |
| 2009  | "Diddy Bop (Freestyle)"                                                     |                      | The Potential                          |
| 2009  | "Break Up (Freestyle)"                                                      | Jordan Tower         | Black Thoughts                         |
| 2009  | "Young Money"                                                               |                      | Black Thoughts                         |
| 2009  | "I Wanna Rock (Freestyle)" (with Brisco)                                    | Jordan Tower         | Black Thoughts                         |
| 2010  | "I'm So Raw (Studio Performance)"                                           |                      | Fan of a Fan                           |
| 2010  | "Vultures (Freestyle)"                                                      | Derick G.            |                                        |
| 2010  | "G Shit" (featuring Chris Brown)                                            | Alex Nazari          | Well Done                              |
| 2010  | "Be Quiet (Studio Performance)" (with Soulja Boy)                           |                      | Well Done                              |
| 2010  | "I'm On It" (featuring Lil Wayne)                                           | Colin Tilley         | Well Done                              |
| 2010  | "Hard In The Paint (Freestyle)"                                             | Alex Nazari          | Well Done                              |
| 2010  | "BMF (Freestyle)"                                                           |                      | Well Done                              |
| 2010  | "Maybe (Studio Performance)"                                                |                      | Well Done                              |
| 2010  | "Black & Yellow (Freestyle)"                                                |                      | Well Done                              |
| 2011  | "Regular Girl/Wonder Woman" (featuring Chris Brown)                         | Alex Nazari          | Well Done                              |
| 2011  | "Well Done"                                                                 | Alex Nazari          | Well Done                              |
| 2011  | "Hypnotized"                                                                | Brazil               | Black Thoughts 2                       |
| 2011  | "Lap Dance"                                                                 | Alex Nazari          | Black Thoughts 2                       |
| 2011  | "Real or Fake" (starring Diddy)                                             | Brazil               | Black Thoughts 2                       |
| 2011  | "Reminded" (featuring Adele)                                                | Alex Nazari          | Black Thoughts 2                       |
| 2011  | "Storm" (featuring Stefano Moses)                                           | Brazil               | Black Thoughts 2                       |
| 2011  | "First Time"                                                                | Alex Nazari          | Black Thoughts 2                       |
| 2011  | "Snapback Back" (featuring Chris Brown)                                     | Alex Nazari          | Well Done 2                            |
| 2011  | "Far Away" (Feat. Chris Richardson)                                         | Chris Robinson, IREN | Careless World : Rise Of The Last King |
| 2011  | "Tyga Montana"                                                              | Crazy Chris Films    | Well Done 3                            |
| 2011  | "Rack City" (Well Done 2 Version)                                           | Alex Nazari          | Well Done 2                            |
| 2011  | "Heisman" (Feat. Honey Cocaine)                                             | Crazy Chris Films    | #BitchImTheShit                        |
| 2011  | "Heisman Part.2" (Feat. Honey Cocaine)                                      | Crazy Chris Films    | #BitchImTheShit                        |
| 2011  | "Make It Nasty"                                                             | Alex Nazari          | #BitchImTheShit                        |
| 2012  | "Rack City" (Careless World Version)                                        | Chris Robinson       | Careless World : Rise Of The Last King |
| 2012  | "In This Thang                                                              | Crazy Chris Films    | #BitchImTheShit                        |
| 2012  | "Rack City Remix" (featuring Wale, Fabolous, Young Jeezy, Meek Mill & T.I.) | Alex Nazari          |                                        |
| 2012  | "Faded" (featuring Lil Wayne)                                               | Colin Tilley         | Careless World : Rise Of The Last King |
| 2012  | "Designer"                                                                  | Crazy Chris Films    | Well Done 3                            |
| 2012  | "Still Got It" (featuring Drake)                                            | Robot Films          | Careless World : Rise Of The Last King |
| 2012  | "I'm Gone" (featuring Big Sean)                                             | Colin Tilley         | Careless World : Rise Of The Last King |
| 2012  | "Do My Dance" (featuring 2 Chainz)                                          |                      |                                        |
| 2013  | "Dope" (featuring Rick Ross)                                                | Colin Tilley         | Hotel California                       |
| 2013  | "Molly" (featuring Wiz Khalifa, Mally Mall & Cedric Gervais)                | Colin Tilley         | Hotel California                       |
| 2013  | "For The Road" (featuring Chris Brown)                                      | Colin Tilley         | Hotel California                       |
| 2013  | "Show You" (featuring Future)                                               |                      | Hotel California                       |

### Clips en collaboration
| Année | Son                                                                                                  | Artiste(s)                                | Réalisateur      | Album              |
| ----- | --- | ----------------------------------------- | ---------------- | ------------------ |
| 2009  | "BedRock" (featuring Lil Wayne, Gudda Gudda, Nicki Minaj, Drake (chanteur), Tyga, Jae Millz & Lloyd) | Young Money                               | Dayo & Lil Wayne | We Are Young Money |
| 2009  | "Roger That" (featuring Lil Wayne, Nicki Minaj & Tyga)                                               | Young Money                               | Adam Rush        | We Are Young Money |
| 2011  | "BET Cypher #6"                                                                                      | Chris Brown, Tyga, Kevin McCall, Ace Hood | BET Video        | No Album           |

### Clips en featuring
| Année | Son                                                       | Artiste(s)    | Réalisateur                   | Album                       |
| ----- | --------------------------------------------------------- | ------------- | ----------------------------- | --------------------------- |
| 2009  | "Tattoos & Jewelry (Remix)" (featuring TK, Ya Boy & Tyga) | Young Keno    | Jose HG aka Jose Ho-Guanipa   |                             |
| 2009  | "Cricketz" (featuring Tyga)                               | New Boyz      | Mickey Finnegan               | Skinny Jeans and a Mic      |
| 2010  | "Holla @ Me" (featuring Tyga)                             | Chris Brown   | Alex Nazari                   | Fan of a Fan                |
| 2010  | "Deuces" (featuring Tyga & Kevin McCall)                  | Chris Brown   | Colin Tilley                  | F.A.M.E.                    |
| 2010  | "Loyalty" (featuring Tyga)                                | Birdman       | Adam Rush                     | Bigger Than Life            |
| 2010  | "She Geeked" (featuring Tyga & Gucci Mane)                | Sean Garrett  | Mr. Boomtown                  | The Inkwell                 |
| 2011  | "Popular" (featuring Tyga)                                | Trai'D        |                               |                             |
| 2011  | "Down Low" (featuring Tyga)                               | Travis Porter | Alex Nazari                   | Music Money Magnums         |
| 2011  | "Keisha" (featuring Tyga)                                 | Jawan Harris  |                               |                             |
| 2011  | "The Motto" (featuring Lil Wayne & Tyga)                  | Drake         | Lamar Taylor & Hyghly Alleyne | Take Care & #BitchImTheShit |
| 2012  | "Ayy Ladies"                                              | Travis Porter | Alex Nazari                   | From Day 1                  |

### Careless World TV
| Date              | Nom                                                                                            | Réalisateur       | DVD                        |
| ----------------- | ---------------------------------------------------------------------------------------------- | ----------------- | -------------------------- |
| 17 septembre 2011 | Careless World TV Episode 1 (FAME Tour : Toronto, Canada)                                      | Crazy Chris Films | Careless World TV Season 1 |
| 21 septembre 2011 | Careless World TV Episode 2 (FAME Tour : Buffalo, Washington, New Jersey & Detroit)            | Crazy Chris Films | Careless World TV Season 1 |
| 5 octobre 2011    | Careless World TV Episode 3 (FAME Tour : New York)                                             | Crazy Chris Films | Careless World TV Season 1 |
| 18 octobre 2011   | Careless World TV Episode 4 (Honey Cocaine Battling A Salty Female Who Stepped Up To Tyga)     | Crazy Chris Films | Careless World TV Season 1 |
| 28 octobre 2011   | Careless World TV Episode 5 (In K104 Radio & Tour in Staples Center)                           | Crazy Chris Films | Careless World TV Season 1 |
| 9 novembre 2011   | Careless World TV Episode 6 (Water Gun Fight Between Tyga, Chris Brown & Their Homies)         | Crazy Chris Films | Careless World TV Season 1 |
| 16 novembre 2011  | Careless World TV Episode 7 (Rack City Behind The Scenes)                                      | Crazy Chris Films | Careless World TV Season 1 |
| 4 décembre 2011   | Careless World TV Episode 8 (HBO Fight / Motto Shoot)                                          | Crazy Chris Films | Careless World TV Season 1 |
| 6 décembre 2011   | Careless World TV Episode 9 (Tyga Brings Out Drake In Toronto To Perform "Motto")              | Crazy Chris Films | Careless World TV Season 1 |
| 24 décembre 2011  | Careless World TV Episode 10 (With The Kardashians, Drake, J Cole, Waka Flocka & Busta Rhymes) | Crazy Chris Films | Careless World TV Season 1 |
| 6 janvier 2012    | Careless World TV Season 2 (Trailer)                                                           | Crazy Chris Films | Careless World TV Season 2 |
| 26 février 2012   | Careless World TV Episode 1 (Careless World Tour : First Week Recap)                           | Crazy Chris Films | Careless World TV Season 2 |
| 9 mars 2012       | Careless World TV Episode 2 (Careless World Tour : Second Week Recap)                          | Crazy Chris Films | Careless World TV Season 2 |
| 17 mars 2012      | Careless World TV Episode 3 (Careless World Tour + YG's Birthday Party)                        | Crazy Chris Films | Careless World TV Season 2 |
| 10 avril 2012     | Careless World TV Episode 4 (For the Fame, Muthaf**ka Up, Rack City)                           | Crazy Chris Films | Careless World TV Season 2 |

## Filmographie
- 2016 : Barbershop 3 de Malcolm D. Lee : Whack MC
- 2017 : L.A. Rush (Once Upon a Time in Venice) de Mark et Robb Cullen : Salvatore Lopez
- 2019 : Scream: Resurrection (saison 3) : Jamal (rôle principal - 6 épisodes)